# كيفن كول
كيفن كول (بالإنجليزية: Kevin Call)‏ هو لاعب كرة قدم أمريكية أمريكي، ولد في 13 نوفمبر 1961 في بولدر في الولايات المتحدة.

## وصلات خارجية
- كيفن كول على موقع مرجع كرة القدم المحترفة.كوم (الإنجليزية)